# پتی‌فور
پتی فور (انگلیسی: Petit four) پیش غذای لقمه ای کوچک در قنادی یا اومامی است. نام به زبان فرانسوی، به معنی «فر کوچک» است.

## تاریخچه
در قرن ۱۸ و ۱۹ فرانسه از تنورهای بزرگ آجری یا سنگی برای پخت نان استفاده می‌شد. از آنجایی که فرها پس از پخت نان مدت زیادی طول می‌کشد تا خنک شوند، نانوایان اغلب از گرمای ذخیره شده خود برای پخت شیرینی استفاده می‌کردند. این فرایند پخت پتی فور(به معنای واقعی کلمه "در فر کوچک") نامیده می‌شود.

## انواع
پتی فور در سه نوع موجود است:
- کیک های گلاسه ("لعاب دار")، کیک‌های تزئین شده که با فوندانت یا آیسینگ پوشانده شده‌اند، مانند اکلرهای کوچک و تارتلت‌ها
- نمکی، پیش غذای لقمه ای خوش طعم که معمولاً در مهمانی‌ها یا بوفه سرو می‌شود.
- خشک، بیسکویت‌های خوش طعم، مرنگ‌های پخته شده، ماکارون، و خمیر هزارلا

در شیرینی پزی فرانسوی، دسرهای کوچک مختلف معمولاً میگناردیس نامیده می‌شوند، در حالی که بیسکویت‌های سفت کره‌ای را پتی‌فور می‌گویند.

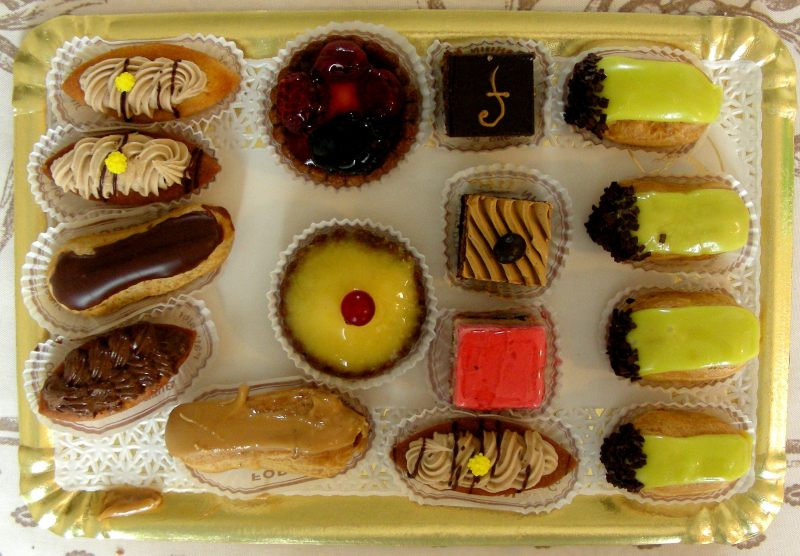
مجموعه فرانسوی پتی‌فور